# Damiria curvata
Damiria curvata är en svampdjursart som först beskrevs av Jean Vacelet 1969.  Damiria curvata ingår i släktet Damiria och familjen Acarnidae. Inga underarter finns listade i Catalogue of Life.